# František Ondříček
František Ondříček (ur. 29 kwietnia 1857 w Pradze, zm. 12 kwietnia 1922 w Mediolanie) – czeski skrzypek i kompozytor.

## Życiorys
Początkowo uczył się muzyki u ojca, potem występował w kwartecie wraz ze swoimi braćmi Josefem, Janem i Karelem. W latach 1873–1876 był uczniem Antonína Bennewitza w Konserwatorium Praskim. Od 1877 do 1879 roku studiował w Konserwatorium Paryskim u Lamberta Massarta. W latach 1879–1881 występował jako solista koncertów Pasdeloupa w Paryżu. Koncertował w Brukseli, Londynie i Wiedniu, później także w Rosji i Stanach Zjednoczonych. Był pierwszym wykonawcą Koncertu skrzypcowego Antonína Dvořáka (Praga 1883). Od 1907 roku prowadził własny kwartet. W latach 1909–1919 był dyrektorem i wykładowcą założonego przez siebie Neues Wiener Konservatorium w Wiedniu. Od 1919 do 1922 roku prowadził klasę skrzypiec w Konserwatorium Praskim.
Występując jako wirtuoz wykonywał utwory J.S. Bacha, Beethovena, Brahmsa, Paganiniego oraz kompozytorów czeskich. Sam także pisał utwory przeznaczone na skrzypce, w tym kadencje do koncertów, a także parafrazy i aranżacje dzieł innych kompozytorów. Wraz z Siegfriedem Mittelmannem wydał pracę Neue Methode zur Erlangung der Meistertechnik des Violinspiels auf anatomisch-physiologischer   Grundlage (2 tomy, Wiedeń 1909).   